# 藤田和子
藤田 和子（ふじた かずこ、1957年3月18日 - ）は、日本の漫画家。女性。血液型はA型。

## 来歴
新潟県出身、北海道札幌市で育つ。
1977年に『別冊少女コミック』8月号増刊に『王子さまとデート』でデビュー。『真コール!』で小学館漫画賞受賞。
代表作に『桃花タイフーン!!』、『真コール!』、『シルバー』など。

## 作品リスト
- 稜子エレジー
- やさしさエンドレス
- ライジング!（原作：氷室冴子）
- 天使のしっぽ
- 桃花タイフーン!!
- ドリーム・ラッシュ!
- ジュリエットの娘
- 小麦パニック!
- 中庭のイブたち
- 満月にきいてごらん
- ろまんす五段活用
- 商品には手を出すな
- 泣かないでミスター
- 真コール!
- HAPPY ENDS
- 赤い月
- P.P.すくらんぶる
- 風に訊け
- 彩風（かぜ）のランナー
- マリコ　漫画家になります!
- 金のプリズム
- シルバー（原作：ペニー・ジョーダン）
- ゴールド（原作：アン・メイジャー）
- ムーンライト・パーティー
- 眠るアクアマリン
- 仮面の花嫁（原作：サラ・モーガン）
- 誘惑のルール（原作：アマンダ・ブラウニング）
- シンデレラに靴を（原作：マリー・フェラレーラ）
- 臆病な女神（原作：パトリシア・F・ローエル）
- 花嫁になる条件（原作：ジュリア・ジェイムズ）
- 心のすべてを（原作：アマンダ・ブラウニング）
- 夜明けを待ちわびて（原作：J・R・ウォード）
- ハイランドの野獣（原作：テリー・ブリズビン[3]、既刊2巻）※2022年2月現在
- 屋根裏の聖母（原作：シャロン・ケンドリック[4]）

## テクニックブック
- 『藤田和子先生のチャレンジまんが塾 マリコまんが家になります!』（小学館、1993年11月20日初版第1刷発行）ISBN 4-09-134851-3